# Melinda dubia
Melinda dubia är en tvåvingeart som först beskrevs av Malloch 1931.  Melinda dubia ingår i släktet Melinda och familjen spyflugor. Inga underarter finns listade i Catalogue of Life.